# 波德戈尔诺耶农村居民点 (罗索希区)
波德戈尔诺耶农村居民点（俄语：Подгоренское сельское поселение）是俄罗斯联邦沃罗涅日州罗索希区所属的一个农村居民点。其下辖有2个居民点，行政中心为波德戈尔诺耶。据2016年统计，该农村居民点的人口为3058人。